# Final Fantasy VII
Final Fantasy VII (FF7) je RPG, proizveden i izdan od Squaresofta (današnjeg Square Enixa) 1997. godine. FF7 je prvi Final Fantasy (u daljnjem tekstu:FF) na 32-bitnoj igraćoj konzoli, PlayStationu, kao i prvi FF koji je izdan za PC.

## Likovi
- Cloud Strife - glavni junak; Mjesto rođenja: Nibelheim; Vrsta oružja:Mačevi; Godina: 21
- Tifa Lockhart Mjesto rođenja: Nibelheim; Vrsta oružja: Bokseri i rukavice; Godina: 20
- Barret Wallace Mjesto rođenja: Corel Village; Vrsta oružja: vatreno oružje na njegovoj desnoj ruci; Godina: 35
- Aeris Gainsbourgh Mjesto rođenja: Icicle Village; Vrsta oružja: štap; Godina: 22
- Red XIII(Nanaki) Mjesto rođenja: Cosmo Canyon; Vrsta oružja:Head-Dress; Godina: 48 (15 ili 16 godina ekvivalentno ljudskim - tinejdžer)
- Cait Sith Mjesto rođenja:-; vrsta oružja:megaphone; Godina:-; (robot(igračka) kontrolirana od Reeve-a)
- Cid Highwind Mjesto rođenja:-; Vrsta oružja:koplje; Godina: 32
- Skriveni: Vincent i Yuffie
- Npc: Sephiroth, Rufus, predsjednik Shinra, Reeve, Heidigger, Scarlet, Palmer, Hojo, Tseng, Reno, Rude, Elena, Bugenhagen, Shera, Elmyra, Marlene, Zack